# Au bout du labyrinthe
Au bout du labyrinthe (titre original : A Maze of Death) est un roman de science-fiction de l'écrivain américain Philip K. Dick, publié en 1970.
Comme beaucoup de romans de l'auteur, il dépeint ce qui semble être une colonie humaine hors du monde, terne et dure, et explore la différence entre la réalité et la perception. Il est cependant l'un des rares à examiner l'instinct de mort et la capacité de meurtre de l'être humain. Ce qui l'en fait un de ses romans les plus sombres. Le livre s'intitulait à l'origine « The Name of the Game is Death ».

## Résumé
Après huit ans d'attente, Seth Morley reçoit son autorisation de transfert sur la planète Delmak-O. Il s'y retrouve en compagnie d'une douzaine d'autres personnes originaires de tous les points de la galaxie. Chacune représente une discipline scientifique différente mais nul n'est là pour recevoir ni pour leur dire quel genre de travail on attend d'eux.
Qui plus est, la planète est changeante et le paysage se déforme sans arrêt. Les colons aperçoivent parfois un édifice qui, à d'autres moments, s'évanouit. Ailleurs, ils croisent de grosses coccinelles portant des caméras sur leur dos !
Mais la situation devient véritablement dramatique lorsqu'une sorte de folie homicide s'empare de certains membres de la communauté. N'ont-ils pas été envoyés sur Delmak-O que pour y périr ?

## Thèmes

### Religion
L'un des principaux aspects du roman est la théologie artificielle (un mélange de gnosticisme, de néo-platonisme et de christianisme) partagée par tous les personnages. Le texte de référence religieux est un livre intitulé "How I Rose from the Dead in My Spare Time and So Can You" (Comment je suis revenu d'entre les morts pendant mon temps libre et vous le pouvez aussi) de A.J. Specktowsky, un "grand théologien communiste du XXIe siècle". Cette théologie dérive d'une tentative faite par William Sarill et Philip K. Dick, pour développer un système logique et abstrait de pensée religieuse, fondé sur le postulat arbitraire que Dieu existe.
Ce système théologique particulier décrit un univers gouverné par quatre divinités distinctes. Le Démiurge (Mentufacturer) représente l'instance créatrice, le Destructeur de Formes (Form-destroyer) symbolise la mort et l'entropie, l'Intercesseur (Intercessor) contrôle le destin des gens et Le-Marcheur-Sur-La-Terre (Walker-on-Earth) est une manifestation divine qui intervient dans leur vie.
Le "tench", un ancien habitant de Delmak-O (une masse gélatineuse vivante qui donne des réponses oraculaires) est, pour l'écrivain, un chiffre du Christ. La prière n'atteint la divinité que si elle est transmise électroniquement et que les faveurs sont accordées en fonction du bon comportement de chacun.
Selon Tony Dunkelvelt, le Démiurge, le Destructeur de Formes, l'Intercesseur et Le-Marcheur-Sur-La-Terre sont tous des manifestations de la divinité. De sorte, il existe quatre incarnations d'un Dieu supérieur au Démiurge. De plus, le Destructeur de Formes est un non-dieu absolu, mais puisque Dieu Suprême est un Dieu absolu dont l'incarnation est un non-dieu absolu, Dieu Suprême est à la fois un Dieu absolu et un non-dieu absolu. Dunkelwelt qualifie la théologie de Specktowski de "dualisme pathétique". La doctrine de Dunkelwelt s'apparente au gnosticisme en ce qu'elle postule une divinité suprême au-dessus de la divinité démiurge et maîtresse du monde, mais elle s'en écarte aussi sensiblement, puisque c'est précisément le démiurge qu'il considère comme bon et la divinité suprême qu'il considère comme infectée par le mal.
Dick fait également des allusions à Wotan et à Erda qui se fondent sur L'Anneau du Nibelung de Richard Wagner plus que sur la mythologie germano-nordique. Tandis que les réponses du tench dérivent du Yi King (Livre des Transformations).

### Analogies avec d'autres romans
Les romans Loterie Solaire (1955), À Rebrousse-Temps (1959) et Ubik (1969) abordent également le thème de la "réalité" du point de vue subjectif des différents personnages. Dans Les Clans de la lune alphane (1964), une grande partie de l'histoire se déroule sur Alpha III M2, une ancienne colonie terrienne utilisée comme hôpital psychiatrique qui devient une société à part entière après l'abandon du personnel médical à la suite d'une guerre interstellaire.
La religion joue également un rôle clé dans L'œil dans le ciel (1957), Le Maître du Haut Château (1962), Le Guérisseur de cathédrales (1969), La Trilogie divine (1981), L'Invasion divine (1981) et La transmigration de Timothy Archer (1982).
Les difficultés de la colonisation de l'espace et la réponse humaine qui en découle sont abordées dans Glissement de temps sur Mars (1962) et Le Dieu venu du Centaure (1966).

### Éléments autobiographiques
Le voyage hallucinatoire de Maggie Walsh après la mort (décrit au chapitre 11) est basé sur l'expérience personnelle de Dick avec le LSD (une substance qu'il ne prenait que très rarement). Ce fait est explicitement indiqué dans l'avant-propos du livre et est confirmé dans une lettre de 1974 où l'on trouve une description détaillée des visions qu'il a eues après avoir pris cette substance narcotique.

## Réceptions
Palmer (2003) présente le roman comme une description allégorique et cruellement misanthrope des vaisseaux générationnels, dans laquelle, pour les personnages humains, "les meurtres sont simplement la façon dont le collectif, exprimant les animosités qui se sont accumulées pendant qu'il était bloqué, élimine tel ou tel [individu] impopulaire". Suvin et al. (2002) notent : "La majeure partie de Au bout du labyrinthe est une ontologie banalisée, avec un contrôle narratif insuffisant et une intrigue de meurtres successifs [...] à la manière des Ils étaient dix de Christie, qui est ramenée à l'épistémologie dans les douze dernières pages."